# Зеркальная (бухта)
Бухта Зеркальная — бухта на западном побережье Японского моря. Площадь поверхности — 9,87 км².
Расположена между мысом Зеркальный на севере и мысом Выступ на юге.
Образована незначительным изгибом берега. Открыта к востоку, вдаётся в материк на 2,3 км. Ширина у входа 7 км. Глубина до 20 м. До 1972 года бухта носила название Тадуши.
Административно бухта входит в Кавалеровский район Приморского края России.
Ближайший населённый пункт — село Зеркальное Кавалеровского района Приморского края.
Мыс Выступ — южный входной мыс бухты Зеркальная, выступает в море узким клином, заканчиваясь остроконечной отдельно стоящей скалой высотой 15 м. На скале установлен навигационный знак. Мыс зарос кустарником и травой, на нём имеется издалека заметная жёлтая осыпь, выделяющаяся на фоне растительности, являющаяся навигационным ориентиром в лоции.
Мыс Зеркальный — северный входной мыс бухты Зеркальная, выступает в море в 7,4 км к северу от мыса Выступ. Мыс Зеркальный высокий, обрывистый и приметен по своей остроконечной вершине и двум кекурам, расположенным у его оконечности. Мористый кекур имеет высоту 6 м.
У входных мысов Зеркальный и Выступ берега бухты высокие, скалистые и обрывистые. К вершине бухты берега плавно понижаются и переходят в низкий галечно-каменистый берег, к которому выходит обширная долина реки Зеркальная.
Склоны гор, подходящих к долине реки, покрыты лесом из широколиственных пород деревьев (преимущественно дуб).
Берег вершины бухты мелководный, глубина на отмели менее 2 м. Грунт в бухте песчаный и мелкий камень с песком, у берегов местами галька.
Для отдыха оборудован песчаный пляж. Местами у каменистых берегов встречаются водоросли.
Река Зеркальная впадает в вершину бухты Зеркальная. В устьевой части река разделяется на два рукава, которые соединяются при впадении в бухту, образуя общий вход шириной 25 — 30 м. В южной части в бухту Зеркальная впадает безымянный ручей шириной до 3 м, образуя узкую долину.
В нижнем течении река Зеркальная образует широкую долину с большим количеством стариц, там же расположено пресноводное озеро Зеркальное.
На берегах озера Зеркальное и бухты Зеркальной построены туристические комплексы. В летний период на отдых приезжает большое количество местных туристов.
Зимой бухта не замерзает, устье реки Зеркальная — место любительского подлёдного лова рыбы. В тёплое время года любительская рыбалка возможна в реке, озере, старицах и бухте.

## Галерея
- Бухта Зеркальная. Мыс Выступ.
- Мыс Зеркальный
- Устье реки Зеркальная, мыс Зеркальный с кекурами
- Кекуры возле мыса Зеркальный
- Мыс Выступ
- Бухта Зеркальная - место летнего отдыха дальневосточников
- Рекреационный туризм в бухте Зеркальная
- Долина реки и озеро Зеркальное